# Erik Unström
Erik Unström (pseudonym för Uno Öfwerström), född 1 mars 1897 i Linköping, död 3 oktober 1974 i Stockholm, var en svensk målare.
I det "civila" arbetade Öfwerström först i bank- och resebyråbranschen, sedan fram till pensionen som "utrikeskorrespondent" för Alfa-Laval Turbin AB.
Bortsett från en konstkurs i regi av Arbetarnas bildningsförbund i Stockholm 1938 var Unström huvudsakligen autodidakt som konstnär och bedrev självstudier under studieresor till bland annat England. Separat ställde han ut på Galleri Snickarbacken i Stockholm 1965, och 1943–1946 medverkade han i några grupputställningar på Holmquists konstsalong i Stockholm. Hans konst består av landskapsmålningar med motiv från Öland och västkusten.
Öfwerström är begravd på Västra griftegården i Linköping. I mars 1975 visades en minnesutställning på Hedströms galleri i Stockholm.